# Cerkiew św. Mikołaja w Cześnikach
Cerkiew św. Mikołaja w Cześnikach – cerkiew w Cześnikach w obwodzie iwanofrankiwskim, wzniesiona najpóźniej w XIV wieku, jedna z najstarszych w zachodniej Ukrainie.

## Historia

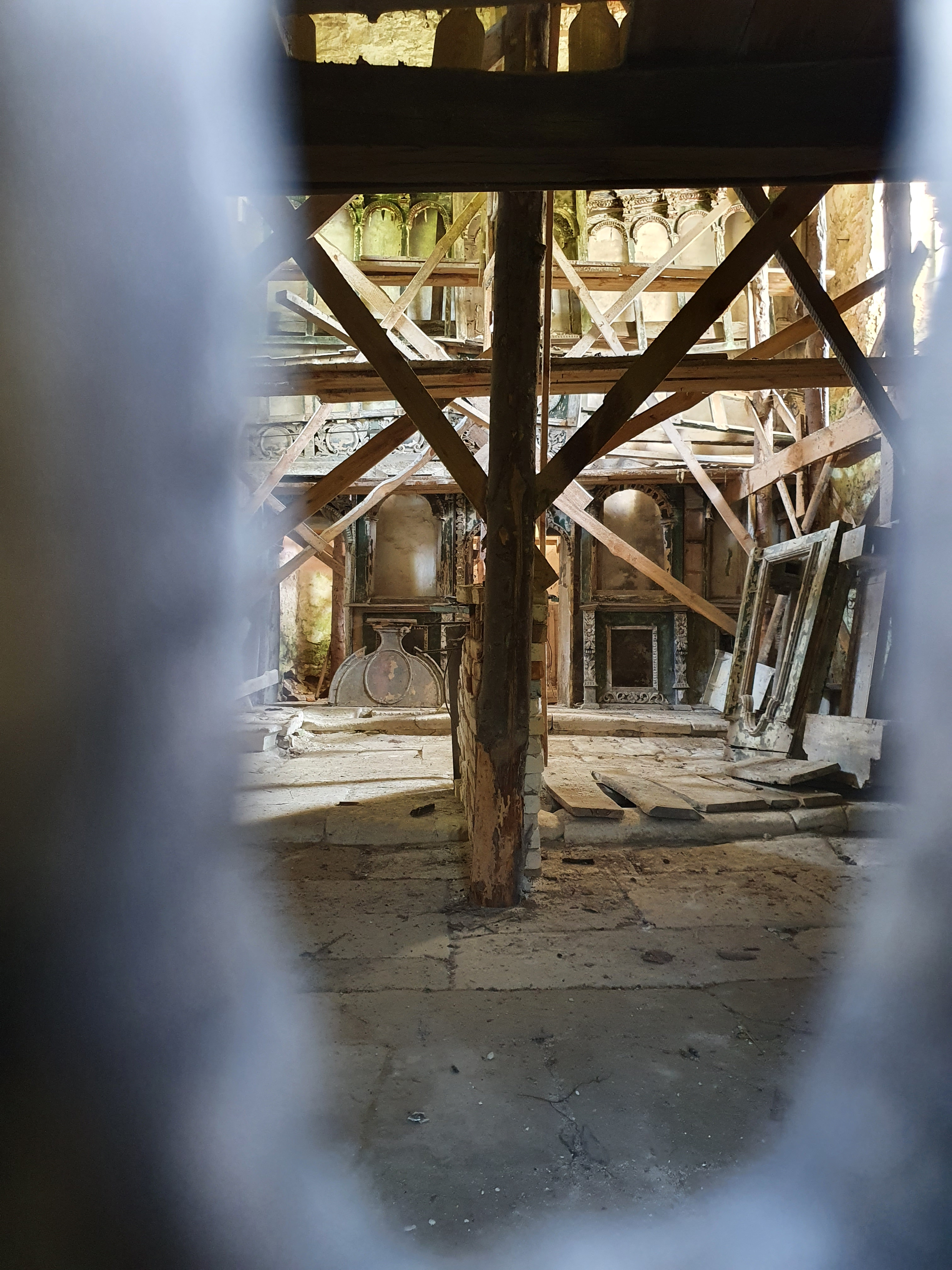
Wnętrze (2020)

Świątynia powstała najpóźniej w XIV wieku, postawiono ją być może na miejscu pogańskiego obiektu sakralnego.

## Architektura
Budowla została wymurowana z wapienia, ma charakter obronny. Mury wsparte masywnymi kamiennymi przyporami z XIX wieku. Wewnątrz znajdował się ikonostas Z XVIII wieku. Dookoła cerkwi znajduje się cmentarz z nagrobkami pochodzącymi z XVII-XIX wieku, m.in. epitafium rodziny Chrzanowskich w języku polskim.